# Cynorta fraterna
Cynorta fraterna is een hooiwagen uit de familie Cosmetidae.